# Tenedos quinquangulatus
Tenedos quinquangulatus là một loài nhện trong họ Zodariidae.
Loài này thuộc chi Tenedos. Tenedos quinquangulatus được Rudy Jocqué & Léon Baert miêu tả năm 2002.